# 공주유구도서관
유구도서관은 충청남도 공주시 유구읍 소재의 도서관이다.

## 연혁
- 1991. 10. 07 공주유구도서관 개관
- 1999. 03. 25 공주유구도서관 설립승인 설치
- 2004. 12. 15 보존 자료실 설치(3층)
- 2005. 07. 21 제2열람실 (성인 전용) 설치
- 2019. 03. 01 충청남도공주교육지원청유구도서관으로 명칭 변경

## 시설현황
- 2층: 일반자료실, 어린이자료실, 책사랑방
- 1층: 일반열람실, 학생열람실, 평생학습실(1·2실)

## 이용 안내
이용 시간
- 종합자료실: 평일 09:00~19:00 / 토,일요일 09:00~18:00
- 열람실: 매일 08:00~21:00

휴관일
- 매주 월요일
- 일요일을 제외한 법정 공휴일 (단, 일요일과 법정 공휴일이 겹칠 경우 휴관)
- 기타 관장이 필요하다고 인정하는 경우